# Dolianthus subalpinus
Dolianthus subalpinus là một loài thực vật có hoa trong họ Thiến thảo. Loài này được (P.Royen) A.P.Davis mô tả khoa học đầu tiên năm 2001.